# Mansoor
Mansoor Al-Shehail (عبد العزيز الشهيل in lingua araba; Riad, 28 ottobre 1995) è un wrestler saudita, sotto contratto con la Game Changer Wrestling.
Mansoor è stato il primo wrestler saudita a lottare in WWE, dove si è esibito dal 2018 al 2023.

## Carriera

### Gli esordi (2015–2018)
Mansoor ha debuttato il 15 gennaio 2015 con il ringname Manny Faberino. Ha lavorato nelle federazioni minori della California lavorando per la Stoner Brothers University, la Gold Rush Pro Wrestling, la Hoodslam, la All Pro Wrestling, la Wrestling's Best of the West e la Wrestling For Charity. Mansoor ha anche lavorato all'East Bay Pro Wrestling tra il 2016 e il 2018, vincendo l'EBPW Championship una volta.

### WWE (2018–2023)

#### NXTe205 Live(2018–2021)
Nell'aprile del 2018, Mansoor venne selezionato dalla WWE e fece il suo debutto nel territorio di sviluppo della WWE, NXT, il 6 settembre perdendo contro Luke Menzies. Il suo debutto televisivo, sotto il nome di Mansoor, avvenne nella puntata del 6 febbraio perdendo contro Jaxson Ryker. Il 7 giugno, a Super ShowDown, Mansoor vinse la prima Battle Royal a cinquantuno uomini della storia eliminando per ultimo Elias (appartenente al roster di SmackDown). Il 31 ottobre, a Crown Jewel, Mansoor sconfisse Cesaro (atleta di SmackDown). Il 27 febbraio, a Super ShowDown, Mansoor sconfisse Dolph Ziggler (appartenente al roster di SmackDown). In seguito, Mansoor continuò ad apparire in match di poco conto sia a NXT che a 205 Live.

#### Varie faide (2021–2022)
Nella puntata del 3 maggio fece il suo debutto a Raw venendo battuto da Sheamus per squalifica. Successivamente si alleò con Mustafa Ali, e nonostante questo i due si affrontarono a Raw con vittoria di Ali, per poi affrontare MACE e T-BAR in due occasioni, uscendone prima vincitori e poi perdenti. Nella puntata di Raw del 6 settembre Ali e Mansoor presero parte ad un Gauntlet match per determinare i contendenti n°1 al Raw Tag Team Championship degli RK-Bro, ma vennero eliminati dal New Day (Kofi Kingston e Xavier Woods). Il 1º ottobre, per effetto del Draft, Mansoor e Ali passarono al roster di SmackDown, anche se i due interruppero la loro alleanza per colpa di Ali. Il 21 ottobre, a Crown Jewel, sconfisse poi Ali. Il 21 novembre, a Survivor Series, prese parte ad una Battle Royal dedicata a The Rock ma venne eliminato. Nella puntata di SmackDown del 26 novembre prese parte una Battle Royal per determinare il contendente n°1 all'Universal Championship di Roman Reigns ma venne eliminato. Nella puntata di SmackDown del 24 dicembre partecipò ad un Gauntlet match per determinare il contendente n°1 all'Intercontinental Championship di Shinsuke Nakamura ma venne eliminato da Angel. Nella puntata di SmackDown del 14 gennaio Mansoor e Cesaro presero parte ad un Fatal 4-Way Tag Team match per determinare i contendenti n°1 allo SmackDown Tag Team Championship degli Usos che comprendeva anche Jinder Mahal e Shanky, i Los Lotharios e i Viking Raiders ma il match venne vinto da questi ultimi. Nella puntata di SmackDown del 1º aprile prese parte all'annuale André the Giant Memorial Battle Royal ma venne eliminato da Tommaso Ciampa.

#### Maximum Male Models (2022–2023)
Nella puntata di SmackDown del 1º luglio apparve (con il nuovo ring name mån.sôör̃) insieme a ma.çé come membro della nuova stable di Max Dupri, la Maximum Male Models, un'agenzia di fotomodelli (kayfabe), segnando il suo primo turn heel. Il debutto in coppia con ma.çé avvenne nella puntata di SmackDown del 2 settembre quando vennero sconfitti dagli Hit Row (Ashante "Thee" Adonis e Top Dolla). Dopo una serie di vignette andate in onda su YouTube, i Maximum Male Models tornarono in azione nella puntata di SmackDown del 20 gennaio dove vennero sconfitti dal Legado del Fantasma (Cruz Del Toro e Joaquin Wilde) nel primo turno del torneo per determinare i contendenti n°1 allo SmackDown Tag Team Championship degli Usos. Il 6 febbraio venne annunciato che i Maximum Male Models (con la manager Maxxine Dupri) sarebbero passati a Raw, apparendo quella stessa sera nel backstage osservando Otis. Nella puntata di SmackDown del 31 marzo partecipò all'annuale André the Giant Memorial Battle Royal ma venne eliminato. Nella puntata di Raw del 15 maggio partecipò ad una battle royal per determinare il nuovo sfidante di Gunther per l'Intercontinental Championship ma venne eliminato dall'Alpha Academy.
Il 21 settembre venne licenziato dalla WWE, insieme a molti altri colleghi.

## Personaggio

### Mosse finali
- Diving moonsault
- Running superkick
- Electric chair driver

### Soprannomi
- "Big Money Manny"
- "The Sultan of Suave"

## Titoli e riconoscimenti
- East Bay Pro-Wrestling
  - EBPW Championship (1)

- Pro Wrestling Illustrated
  - 181º tra i 500 migliori wrestler singoli nella PWI 500 (2021)[8]

- WWE
  - 51-man Battle Royal (2019)

- Wrestling Observer Newsletter
  - Worst Gimmick (2022) - come membro dei Maximum Male Models